# Ruth (Hayez)
Ruth è un dipinto a olio su tela realizzato nel 1853 dall'artista italiano Francesco Hayez. L'opera è esposta nelle Collezioni Comunali d'Arte, come deposito del MAMbo. Una seconda versione del quadro si trova nella galleria Porczyński, a Varsavia.

## Descrizione
Hayez era un pittore rinomato che dipingeva in stile romantico. L'opera, commissionata dal bolognese Severino Bonora, a volte viene datata erroneamente al 1835.
L'opera ritrae un personaggio della Bibbia di nome Rut (o Ruth), che era una donna moabita che sposò in seconde nozze l'israelita Booz e che fu la bisnonna del re Davide. Rut viene ritratta in un campo, con delle spighe di grano sotto il braccio, in quanto dopo essere divenuta vedova andò a lavorare come spigolatrice nel campo di Booz. Il turbante bianco da lei indossato dà alla tela un'aria più orientale.
La versione conservata in Polonia differisce da quella bolognese per il fatto che il seno di Rut è coperto. Anche grazie a questa caratteristica, la tela può essere ricondotta a una serie di opere pittoriche hayeziane aventi come soggetto delle figure femminili veterotestamentarie caratterizzate da una certa sensualità, come la Rebecca del 1831 o la Tamar di Giuda del 1847.